# Start Static
Star Static es el tercer álbum de estudio de la banda californiana Sugarcult. Salió a la venta el 21 de agosto de 2001, con la discográfica Rumbo Records.

## Listado de canciones
1. "You're The One" – 1:49
2. "Stuck In America" – 2:57
3. "Hate Every Beautiful Day" – 3:26
4. "Bouncing Off The Walls" – 2:24
5. "Saying Goodbye" – 3:19
6. "Daddy's Little Defect" – 3:12
7. "Lost In You" – 3:32
8. "Pretty Girl (The Way)" – 3:24
9. "Crashing Down" – 3:40
10. "How Does It Feel" – 3:12
11. "I Changed My Name" – 5:40
12. "Underwear" – 2:24

- Datos: Q1634395